# Psematisménos
Psematisménos (grec moderne : Ψεματισμένος) est un village de Chypre de plus de 271 habitants.